# Shock Price 500
Shock Price 500とは、1990年代後半から2000年代初頭にかけてSME・インターメディア(現・ソニー・ミュージックディストリビューション)から発売されていたPCゲームソフトのシリーズ。シリーズ内の各作品は名実ともにシンプルではあるものの、定価が500円と破格であった。
現在のハンゲームやフリーソフトのような無料で遊べるソフトが存在しなかった時代には最も安く遊べるソフトであり、リリースされたソフトはしばしば売上ランキングの上位に食い込んだ。